# Alf O. Johansson
Alf Olov Johansson, född 1940 i Harmånger i Hälsingland, död 2013 i Karlstad, var en svensk professor i ekonomisk historia vid Uppsala universitet och senare vid Oslo universitet. 
Alf O. Johansson var en av grundarna av Svenska kommittén för arbetslivshistorisk forskning och en av redaktörerna för dess antologi ’’Dagsverken – 13 essäer i arbetets historia’’ (1994). Johanssons bidrag, kapitlet En energi hade vi innerst inne, handlar om verkstadsarbetarnas makt i produktionen. I doktorsavhandlingen ’’Den effektiva arbetstiden’’ (1977) behandlas arbetsintensitetens problem inom den svenska verkstadsindustrin. 
Johansson ledde vid Uppsala universitet det stora forskningsprojektet Det svenska arbetets historia som resulterade i en serie böcker om industriarbetets historia i Sverige. Han bidrog själv med studier av Stocka sågverk i Hälsingland och Svenska Stålpressnings AB i Olofström. Han hade själv växt upp i ett sågverksarbetarhem i Hälsingland.
Under 1980-talet var han en tongivande kraft i ett nationellt och internationellt arbetslivshistoriskt forskarnätverk.